# 高波礼子
高波 礼子（たかなみ れいこ）は新潟県魚沼市出身のソプラノ歌手、藤原歌劇団 正団員。

## 人物
- 日本人には稀なリリコスピントの声を持つ。
- 日本演奏連盟会員。
- 日本音楽療法学会会員。
- 北里大学保健衛生専門学院の講師を務める。
- 現在 藤原歌劇団正団員。
- 新潟県立国際情報高等学校の講師（音楽）を務める。
- 洗足学園音楽大学声楽講師。https://www.senzoku.ac.jp/music[1]/teacher/reiko-takanami 洗足学園音楽大学教員指導陣

## 略歴
- 新潟県立小出高等学校卒業。高校時代は音楽部に所属。
- 武蔵野音楽大学音楽学部声楽学科入学。
- 武蔵野音楽大学大学院音楽研究科声楽専攻修了。
- 財団法人日本オペラ振興会オペラ歌手育成部8期生入所。在籍中文化庁芸術家国内研修員に推薦され研鑽を積む。
- 研修所終了後 藤原歌劇団合唱部に在籍、準団員に推薦される。
- 国際ロータリー財団奨学生としてイタリアに留学し、ミラノ音楽院で学ぶ。
- 帰国後、第24回イタリア声楽コンコルソミラノ部門入選、第30回日伊声楽コンコルソ入賞。新潟県音楽コンクール優秀賞。ソレイユ新人オーデション合格。練馬文化センター新人演奏会出演。
- 藤原歌劇団本公演のアンダースターディとして研鑽を積む。
- アンドレア・シェニエ、トスカなどの公演で主役レパートリーを広る。
- 1996年、日本オペラ協会の額田女王の持女役で本公演デビュー。
- 1999年、藤原歌劇団椿姫のアンニーナ役で本公演デビュー。以後正団員に推薦昇格し、新国立劇場共催公演等多くのオペラ公演に出演し、演奏会でも活躍している。

＊「アフターコロナミュージックアーツプロジェクト」を2020年に立ち上げオンライン配信コンサート事業を開始した。
出演作品
- ジャンニスキッキ
- 助けて助けて宇宙人がやってきた
- みづち 新国立劇場共催
- 葵上
- 美女と野獣
- ヘンゼルとグレーテル
- ドン・ジョヴァンニ
- カヴァレリア ルスティカーナ
- ミスターシンデレラ
- 黒塚
- 白雪姫
- 愛の妙薬
- カルメン

## 師事歴
- 森敏孝 武蔵野音楽大学 同大学院
- 捻金正雄 財団法人日本オペラ振興会藤原歌劇団
- L. ダルフィオール 東京碑文谷サレジオ教会
- V. ボッローニ イタリア ミラノ音楽院
- N. スカットリーニ イタリア ミラノ
- I. メネグッツェル イタリア フィレンツェ

## 門下生
- 杉山沙織 新国立劇場オペラ研修所研修生
- 井口清香 イタリア在住 声楽家、ピアニスト

## 論文
- 高波礼子「教育現場に於けるDKエルダーシステム導入の効果とその意義についての一考察」『北里大学保健衛生専門学院紀要』第18巻、北里大学保健衛生専門学院、2013年、67-77頁、ISSN 1341-9242、NAID 40019719665。
- 高波礼子「北里大学保健衛生専門学院 臨床検査技師養成科「音楽療法」講座--講座開設から4年間の歩み」『北里大学保健衛生専門学院紀要』第14巻、北里大学保健衛生専門学院、2009年、31-38頁、ISSN 13419242、NAID 40017357766。